# SliTaz
SliTaz 是一个轻量级的GNU/Linux发行版，它基于了Busybox的init和udev。SliTaz以LiveCD的形式发布，可以从光盘或USB设备加载，完整地在内存中运行，也可以安装到硬盘中。LiveCD提供一个特色十足的、图形界面的发行版，可以通过Tazpkg软件包管理器添加软件来增加各种各样的功能，也可以用它升级系统来保持系统最新版本。

## 介紹
SliTaz以LiveCD的形式发布，你可以把它刻录到光盘，并从光盘启动。系统运行时，你可以弹出CD，用CD-ROM来进行其他工作，可以保存你的数据和个人设置到其他设备中。
其包含大量软件，包括200多个Linux命令，LightTPD， SQLite 数据库， 急救工具，IRC 客户端，SSH client/server， X 图形界面， jwm窗口管理器，gFTP，Geany IDE，Mozilla Firefox，Alsaplayer，Gparted，声音编辑器等工具。
容量一般維持在30MB之下(指ISO光盘镜像)、完全安装到硬盘上也只占用80MB左右的空间。 

## 特点
- ISO镜像不超过30MB，根文件系统不超过80MB；
- 可以使用LightTPD或者Apache来做Web服务器，并且可以支持CGI和PHP；
- 通过Firefox来浏览网络；
- 支持声音，拥有音频播放器和CD提取工具；
- 可以通过IRC聊天，通过各种方式发送邮件，拥有FTP客户端；
- 拥有通过Dropbear提供的SSH客户端/服务器；
- 拥有通过SQLite提供的数据库引擎；
- 可以创建LiveUSB设备；
- 拥有创建、编辑、刻录光盘镜像的工具；
- 可以使用各种各样的桌面系统和X Server；
- 拥有一些原创的图形界面小工具来代替命令行；
- 拥有成百上千的软件包，可以通过小工具轻易从软件源安装；
- 拥有不少的开发者。

## 画廊

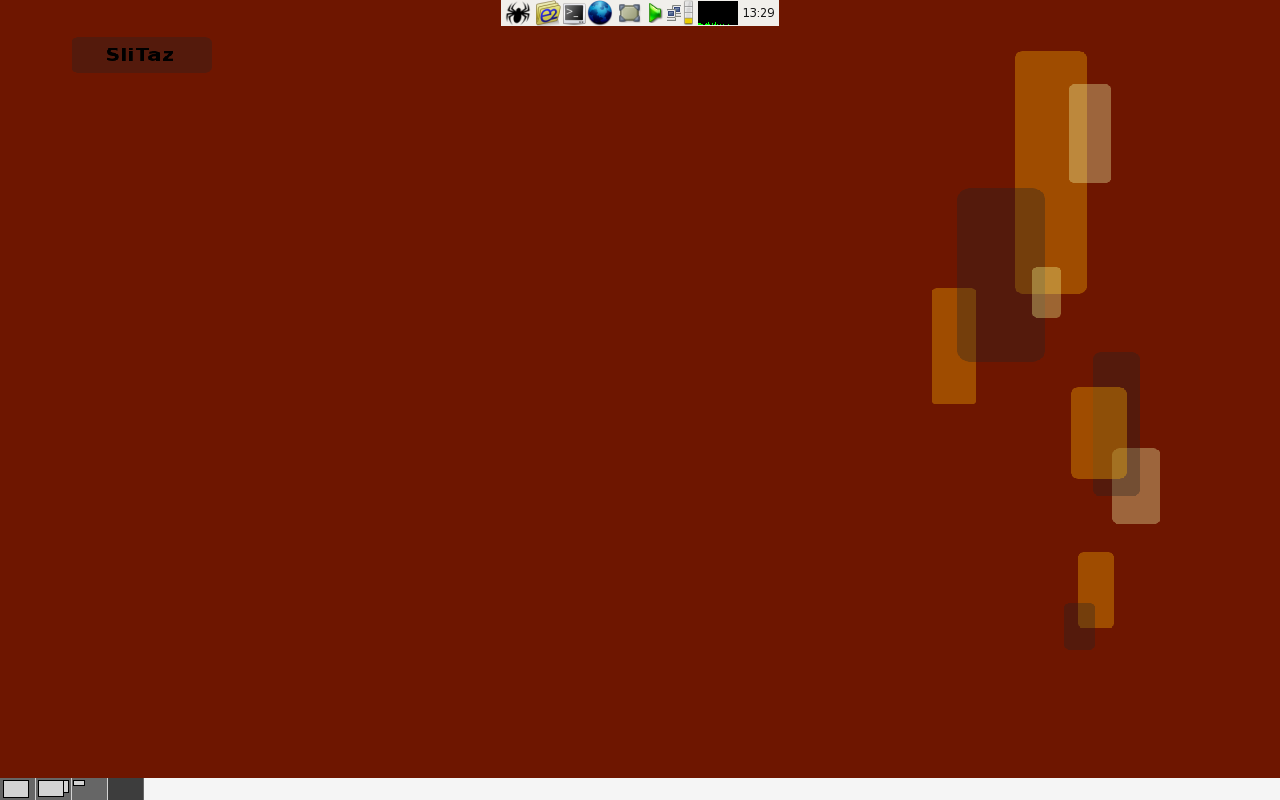
Stable 1.0
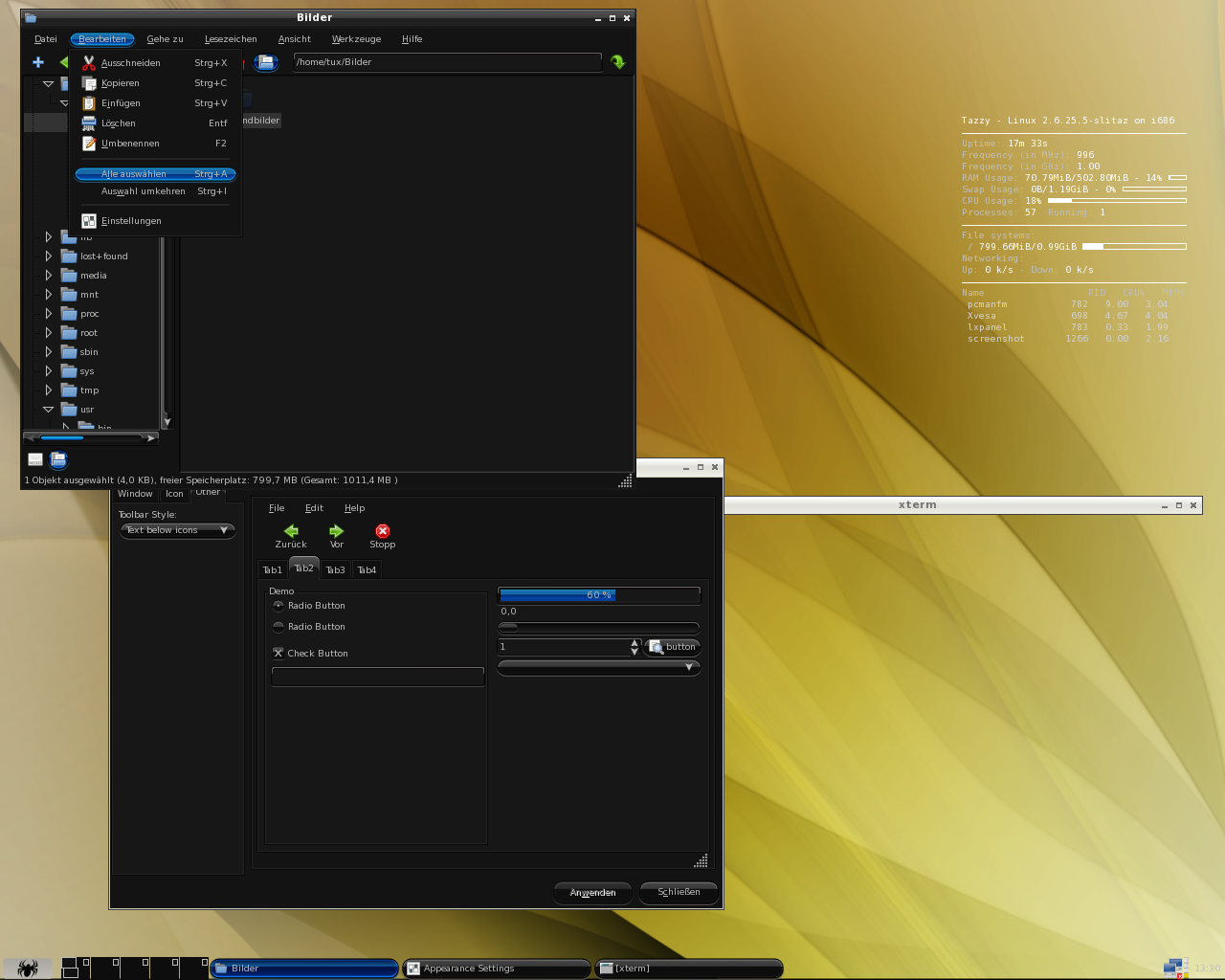
Cooking
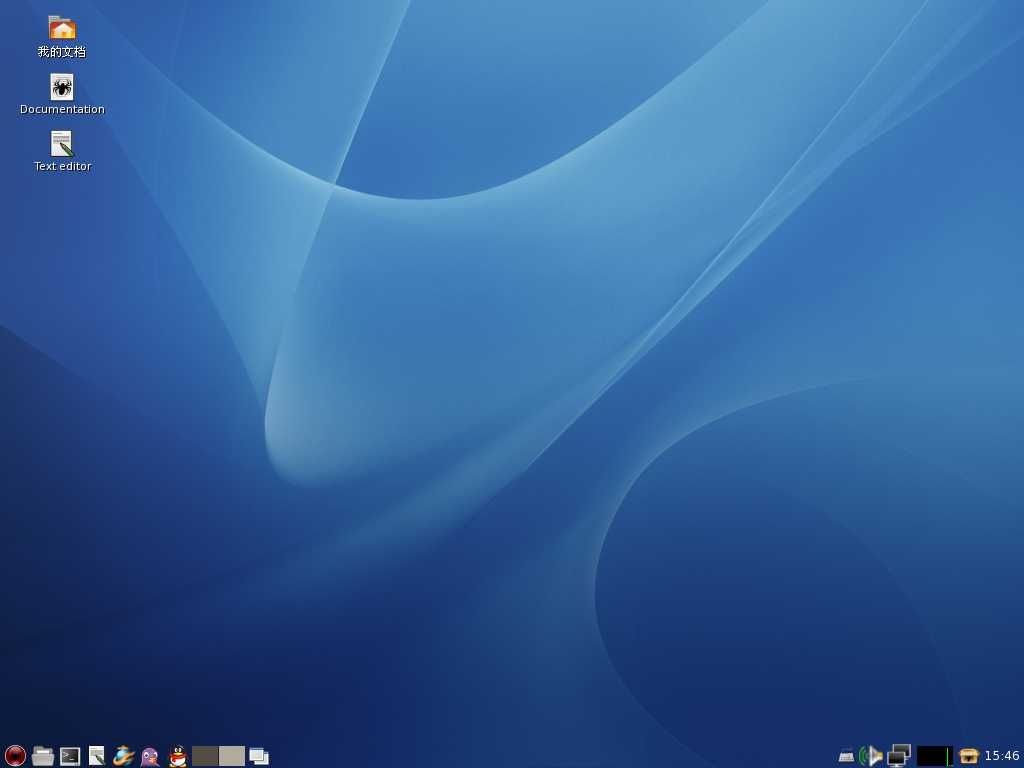
uboat slitaz

## 外部連結
- 英文文官方網站（页面存档备份，存于）
- 中文官方網站

1. ↑  . SliTaz.   [5 August 2012]. （原始内容存档于2020-02-23）.
2. ↑  http://www.slitaz.org/en/news/#d20150520; 检索日期: 2017年2月12日.